# Livius macrospinus
Livius macrospinus là một loài nhện trong họ Amaurobiidae. Chúng được miêu tả năm 1967 bởi Roth, và chỉ được tìm thấy ở Chile.